# Leah Jeffries
Leah Sava Jeffries, född 25 september 2009 i Detroit, är en amerikansk skådespelare.
Jeffries har bland annat medverkat i TV-serierna Rel (2018–2019) och Percy Jackson och olympierna (2023). Hon har även medverkat i filmen Something from Tiffany's från 2022.

## Filmografi (i urval)
- 2018–2019 – Rel (TV-serie)
- 2022 – Something from Tiffany's
- 2023 – Percy Jackson och olympierna (TV-serie)